# 巴黎地鐵5號線
巴黎地鐵5號線（法語：Ligne 5 du métro de Paris）為法國巴黎地鐵路網之一，於1906年通車。本線略呈厂字型，自巴黎東北方的博比尼起，向西南经巴黎北站、巴黎东站後轉南，经共和广场和巴士底，穿越塞纳河，最终訖於5、6、7三條地铁線交會的意大利广场。

## 歷史

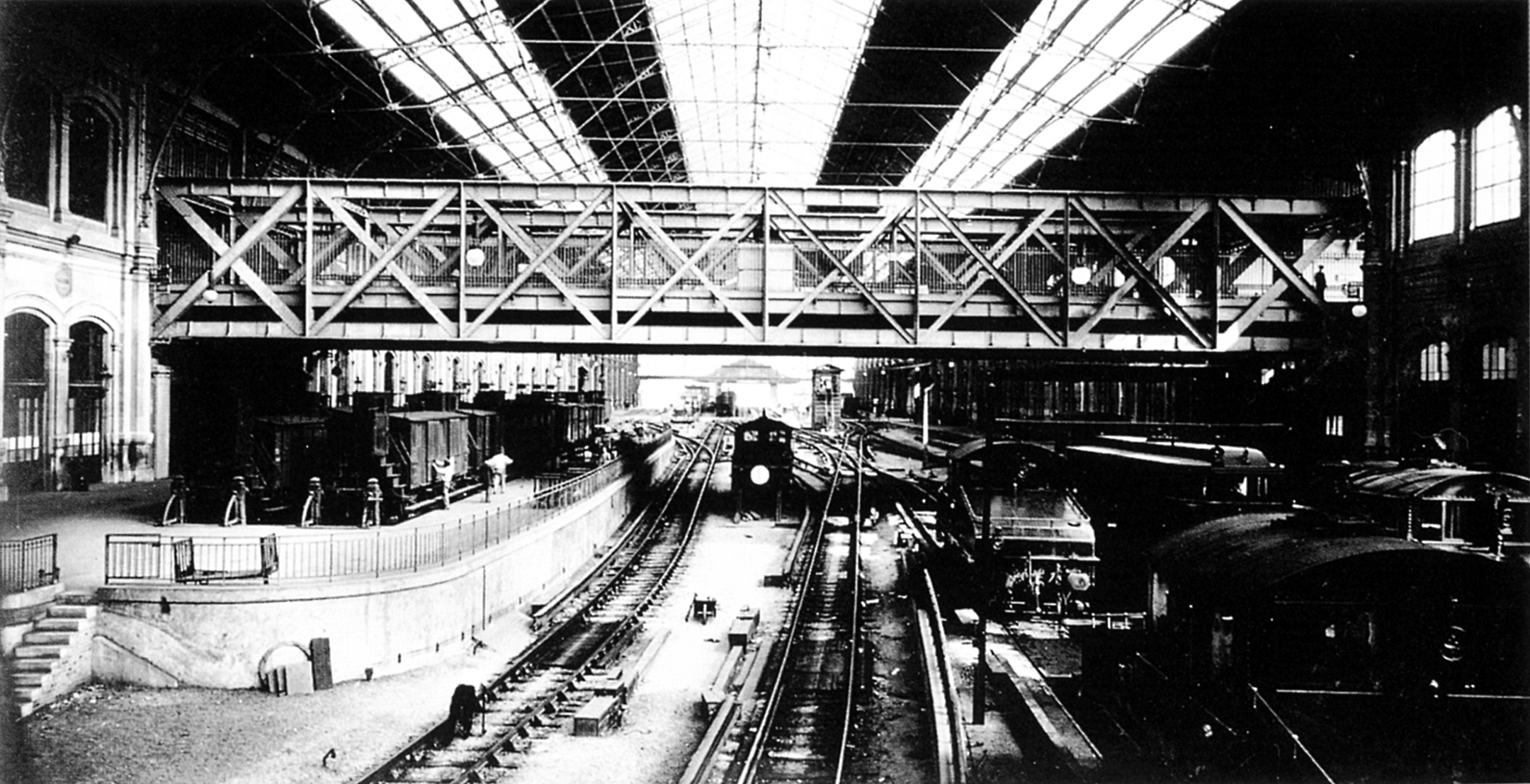
开通之初的奥斯特利茨站

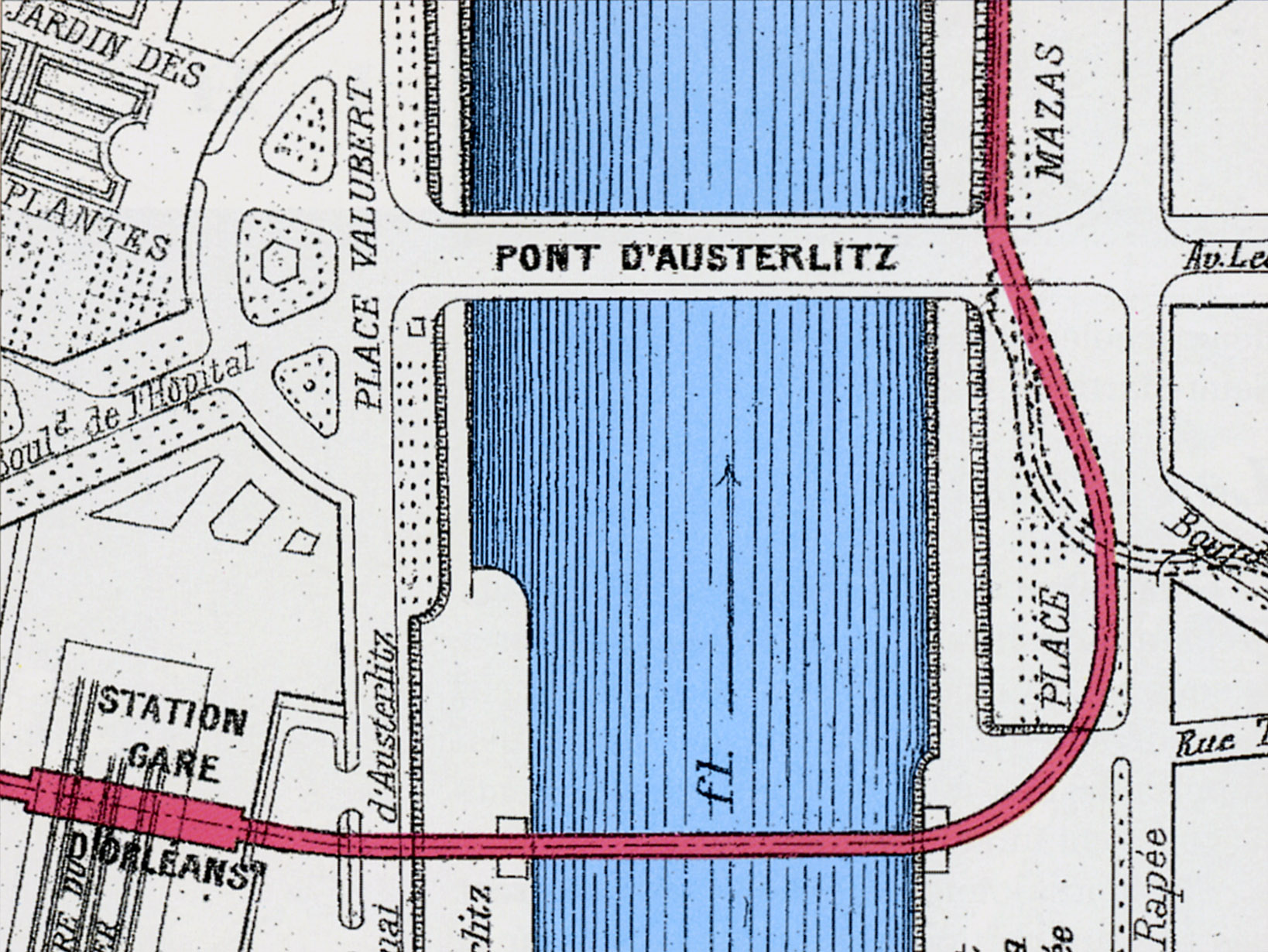
5号线穿越塞纳河的路径

关于巴黎地铁建设的想法源于1845年，铁路公司偏好利用连接郊区铁路网构建地铁；而市政府希望在市内新建不同系统的中小型铁路，双方争执数十年。直到巴黎交通状况持续恶化暨1900年世博会临近，最终市政府的计划被采用，而5号线即为巴黎地铁网络一期工程的一部分。
5号线通车的同时，4号线尚未南北贯通，故5号线实际上是巴黎第一条南北向穿越塞纳河的地铁。
- 1903年11月，用于5号线穿越塞纳河的奧斯特利茨高架鐵路橋开工建设，铁桥的设计长度仅有140米，以此避免在河中加装支撑柱来给过往船只带来不便。
- 1906年6月2日，義大利廣場站和奥斯特利茨车站（当时叫做奥尔良车站站）之间的路段通車。同年7月13日，铁桥完工，线路从桥上穿越塞纳河，通过一个极大地弯角下陡坡，即拉佩河边街铁桥（法语：Viaduc du quai de la Rapée），向北延伸至拉佩河边街站（当时叫做马萨广场）。然而由于北部路段尚未完工，而乘客又迫切需要在1号线和5号线之间提供一个换乘点，于是7月28日线路暂时延长至巴黎里昂车站。12月17日，该临时性的延长被撤销，改向北延长至雅克·邦塞尚站（当时叫做朗克里站），弃用的铁路成为财政线（法语：Voie des Finances (métro de Paris)）。
- 1907年10月14日，为了方便未来6号线（当时仅运行意大利广场和民族广场之间）的运营而不至于发生月台共用的冲突，2號南線的凱旋門站和義大利廣場站之間的路段併入5號線，5号线变成"J字形"。同年11月15日，线路再向北延伸至巴黎北站。
- 1939年9月2日，兵工厂站 (巴黎地铁)（英语：Arsenal (Paris Métro)）因二战爆发而关闭。
- 1942年，5号线计划再向东北延伸。为了使各条地铁线长度更加均衡和便于运营，自10月6日起凱旋門站和義大利廣場車站之间的路段併入6号线，6号线因此变成和2号线互补的南环形，5号线再度变回南北向。同年10月12日，线路向东北延伸至庞坦教堂站，因此巴黎北站另选新址重建，原巴黎北站终点转为内部员工使用，至此5号线基本定型。
- 1985年4月25日，线路再向东北延伸至博比尼-巴勃罗·毕加索站。

## 車站列表

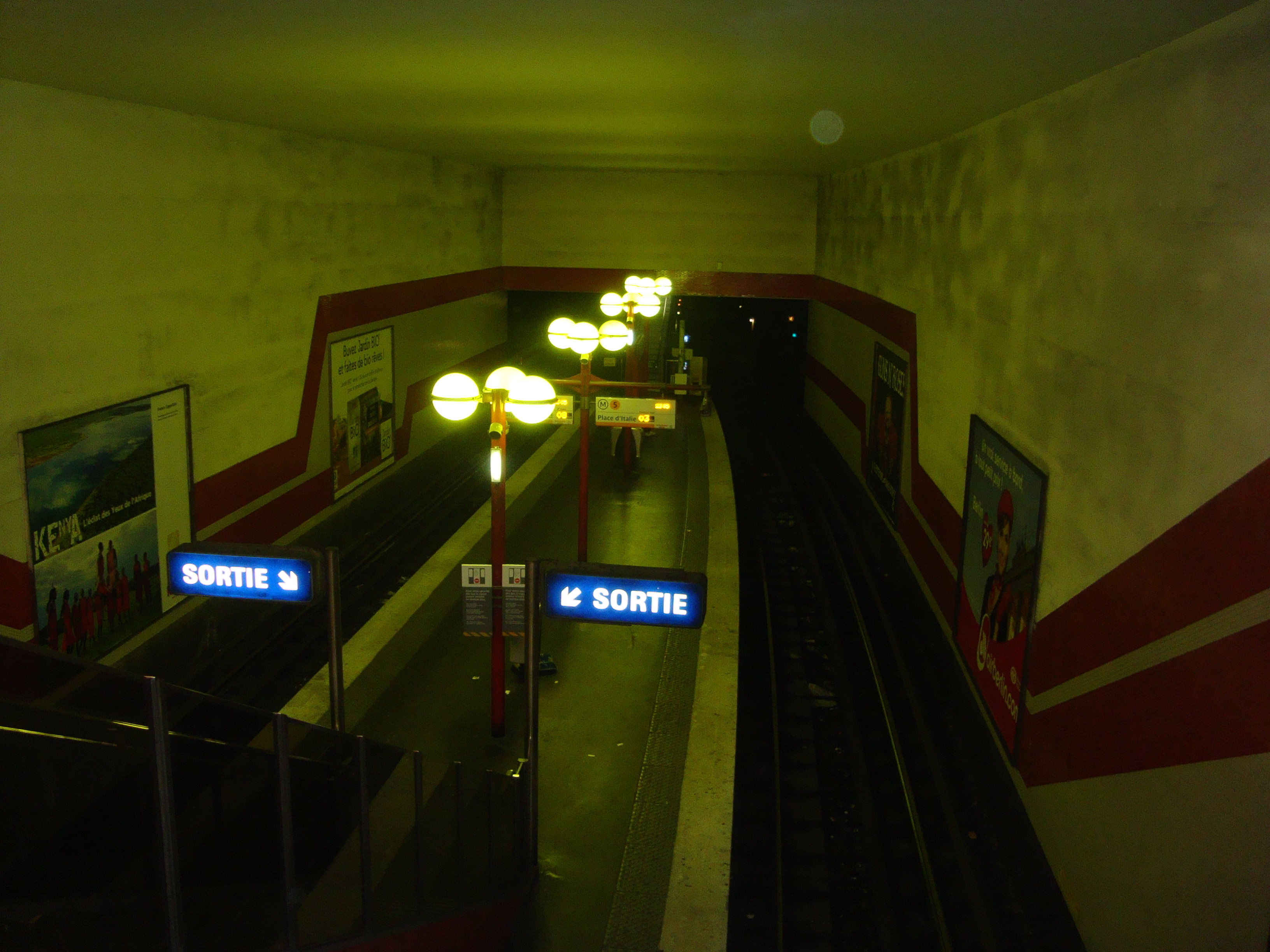
博比尼-庞坦-雷蒙·克诺站

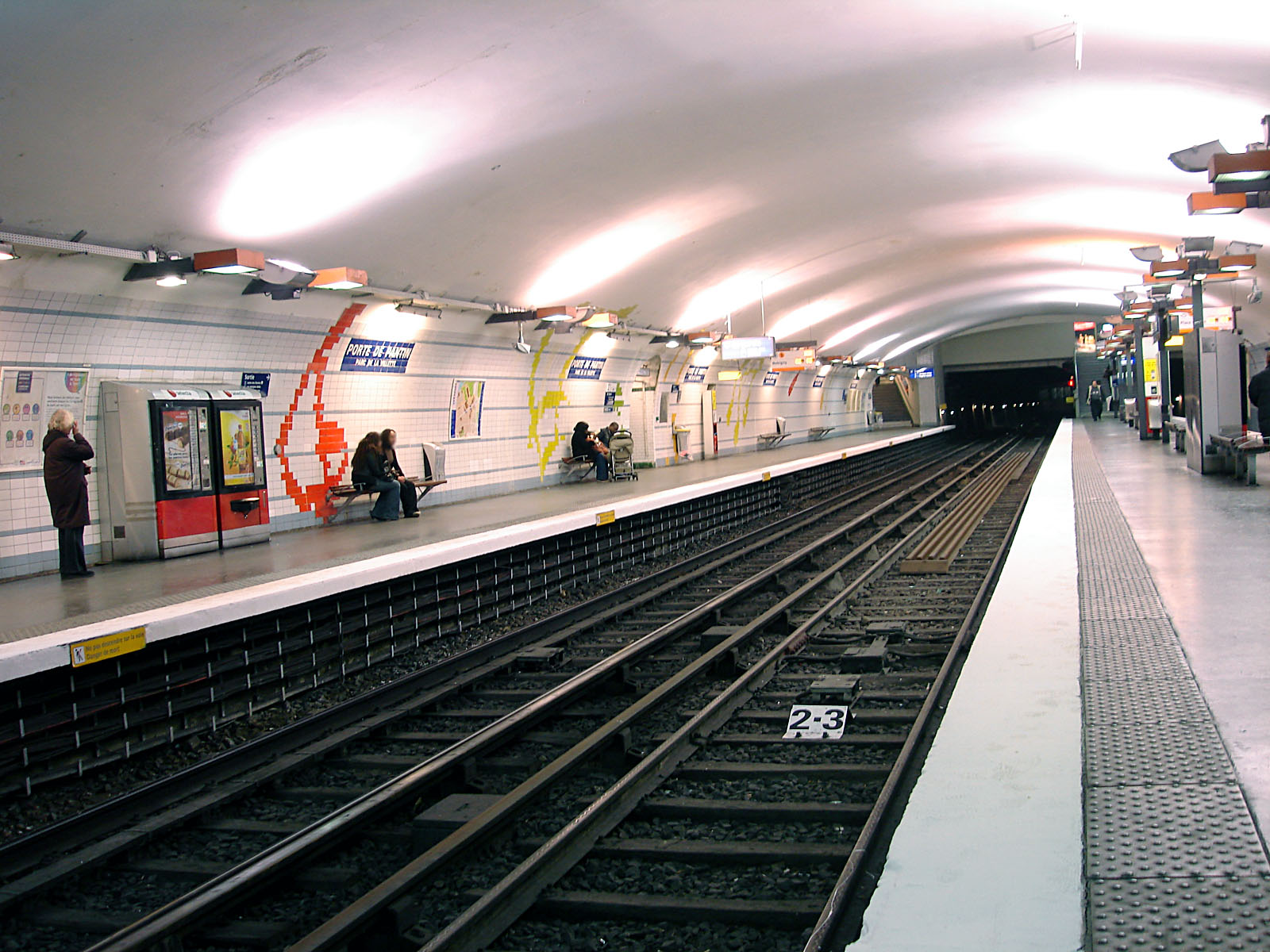
庞坦门站

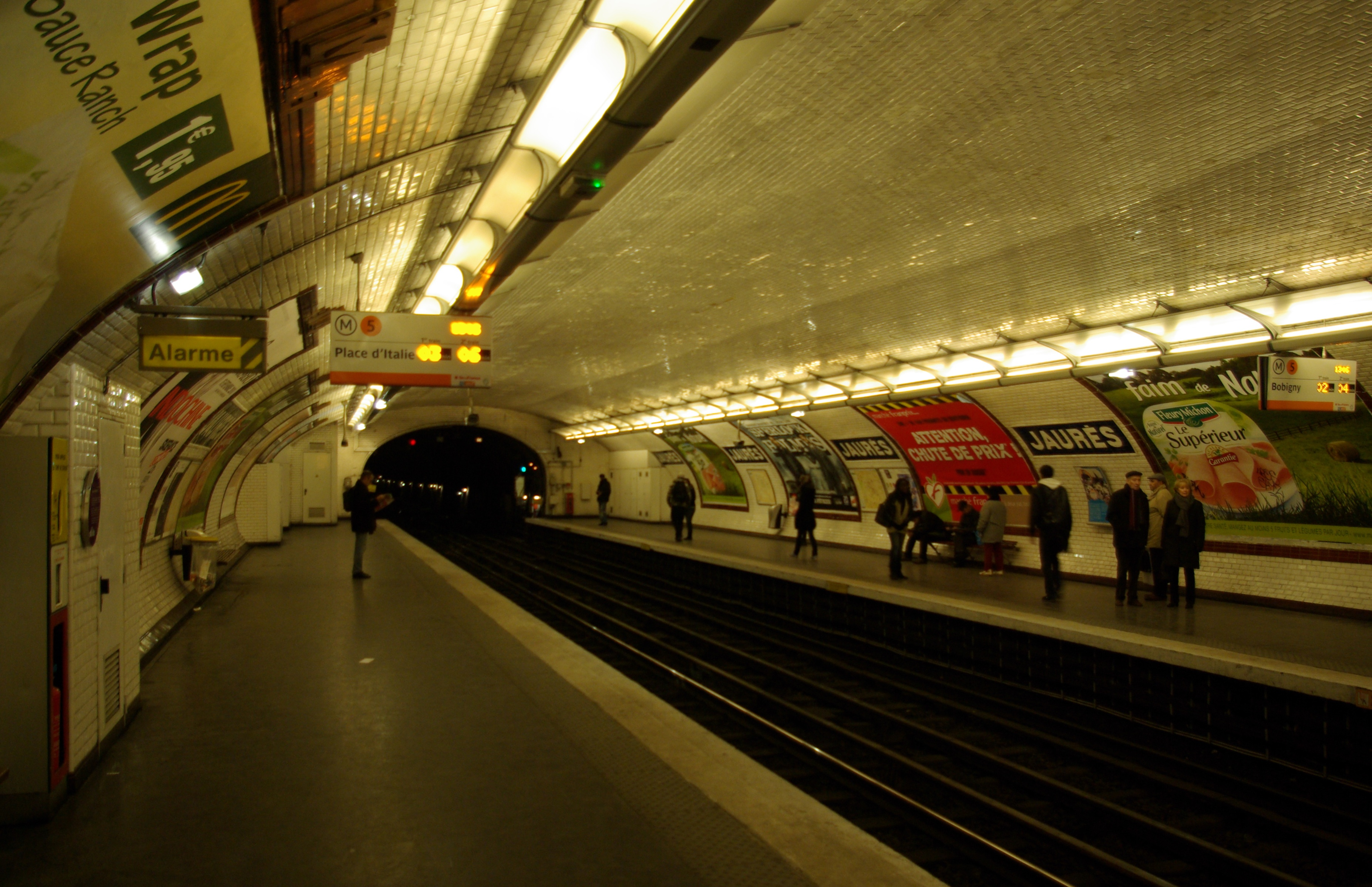
饶勒斯站

共和广场站

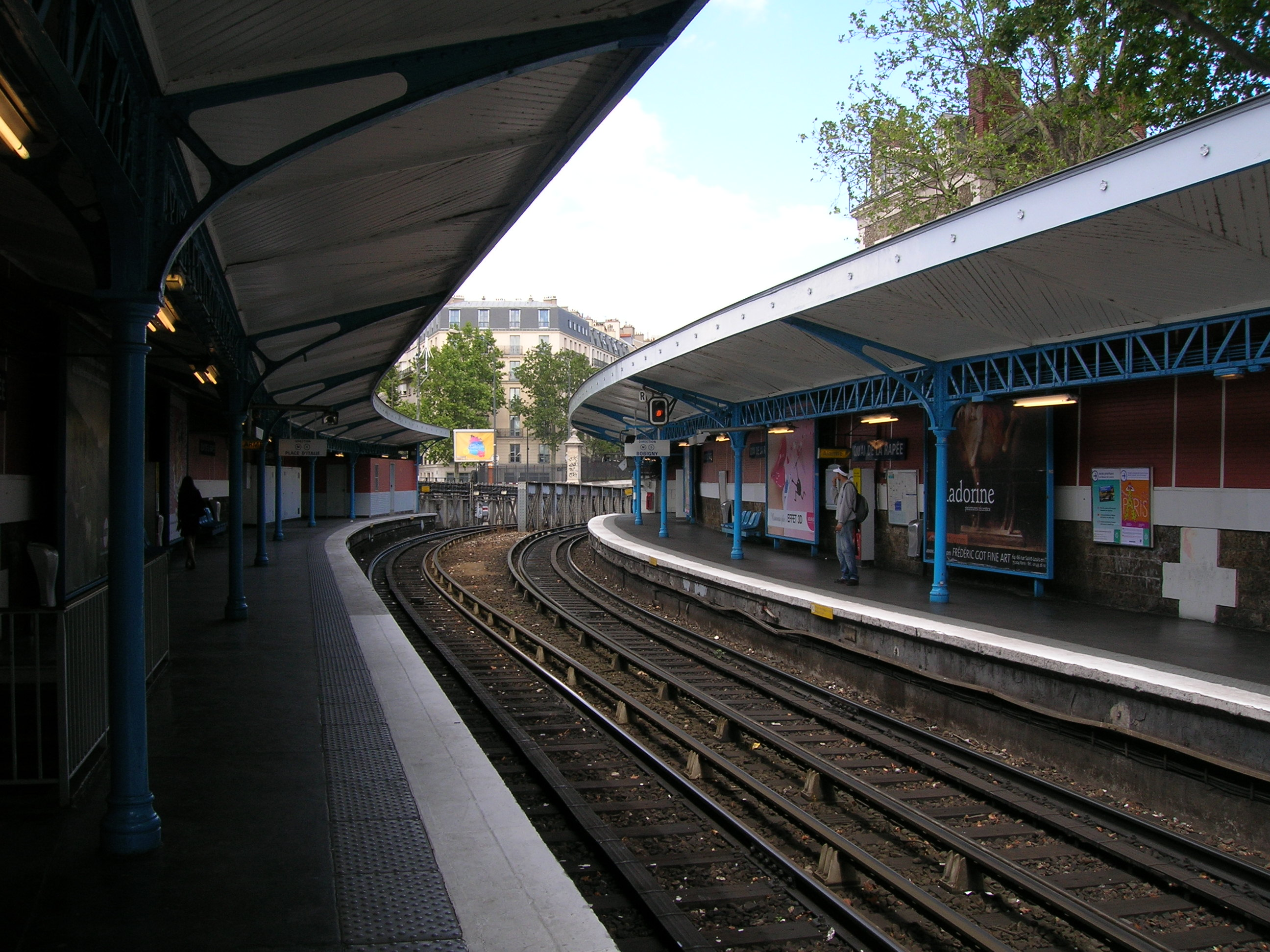
拉佩河边街站

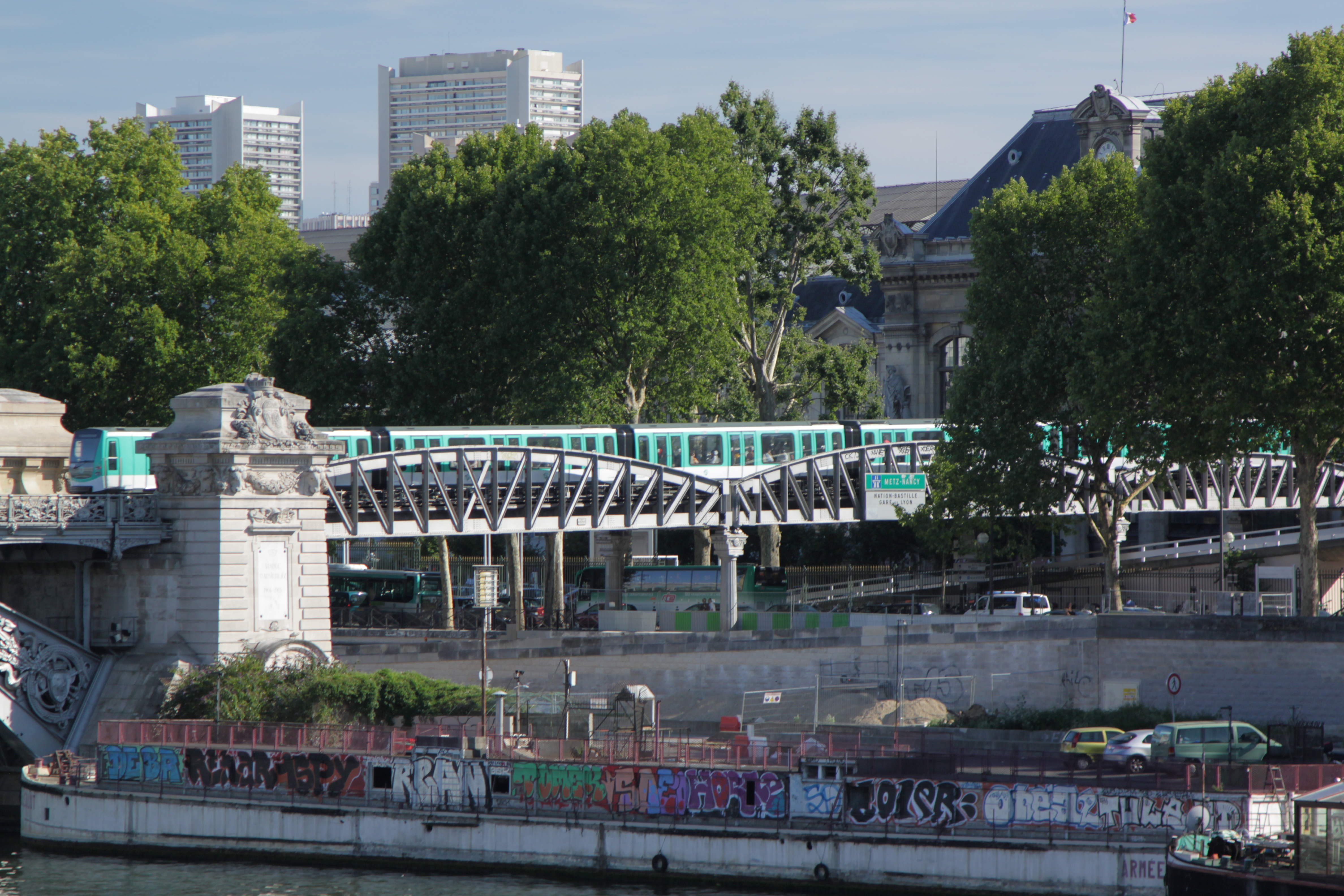
列車行經奧斯特利茨铁橋

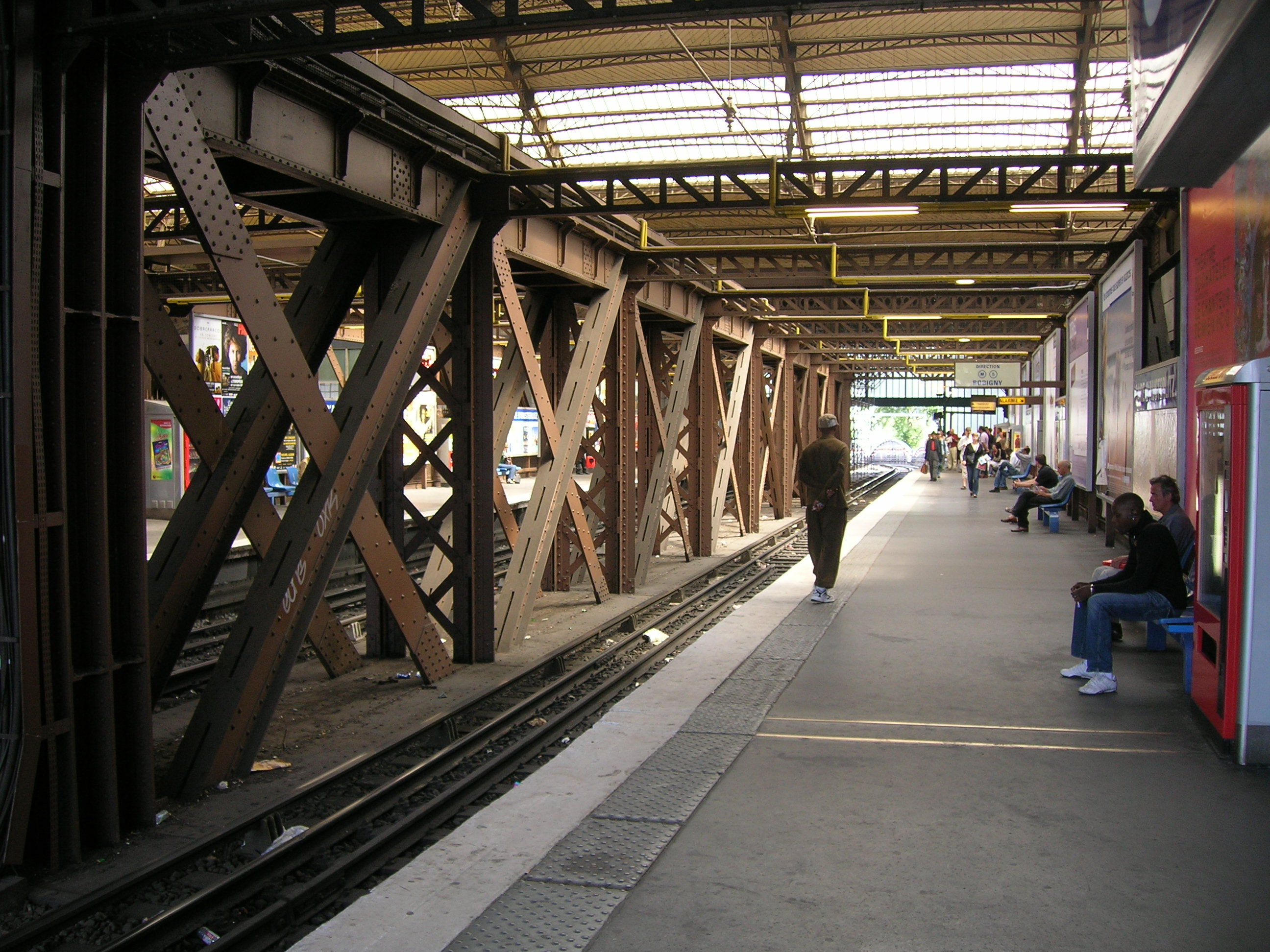
奧斯特利茨車站

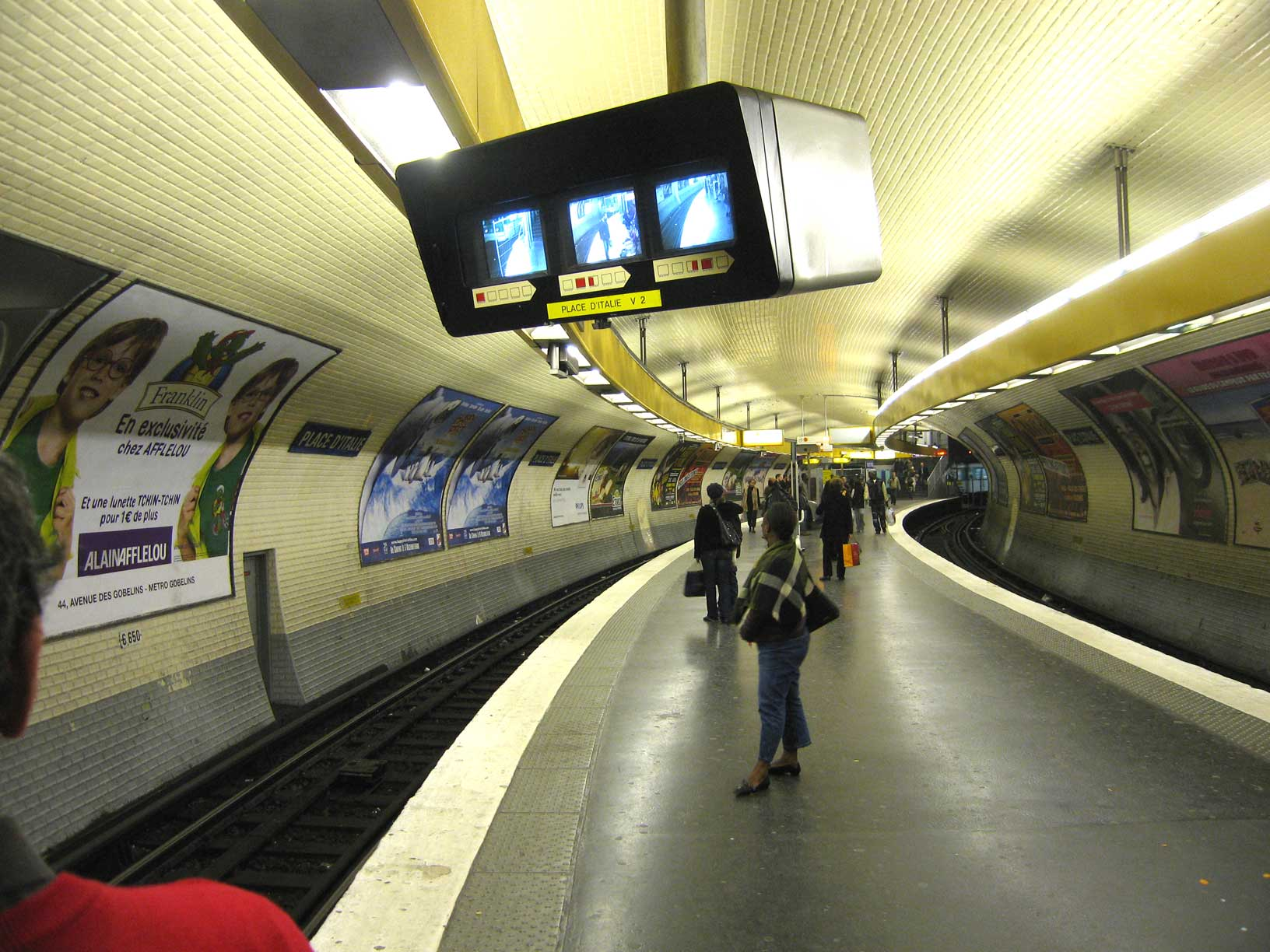
義大利廣場站內景

全線都無法無障礙通行。
| 中文站名              | 法文站名 | 轉乘路線                                                                  | 所在地        | 所在地          |
| --------------------- | -------- | ------------------------------------------------------------------------- | ------------- | --------------- |
| 博比尼-巴勃羅·畢卡索  |          | (T) · (1)                                                                 | 塞納-聖但尼省 | 博比尼          |
| 博比尼-龐坦-雷蒙·格諾 |          |                                                                           | 塞納-聖但尼省 | 博比尼、龐坦    |
| 龐坦教堂              |          |                                                                           | 塞納-聖但尼省 | 龐坦            |
| 奧什                  |          |                                                                           | 塞納-聖但尼省 | 龐坦            |
| 龐坦門                |          | (T) · (3b)                                                                | 巴黎          | 19區            |
| 烏爾克                |          |                                                                           | 巴黎          | 19區            |
| 洛米埃                |          |                                                                           | 巴黎          | 19區            |
| 饒勒斯                |          | (M) · (2) · (7bis)                                                        | 巴黎          | 10區、19區      |
| 斯大林格勒            |          | (M) · (2) · (7)                                                           | 巴黎          | 10區、19區      |
| 巴黎北站              |          | 歐洲之星、Thalys、TGV、法國城際列車、TER上法蘭西                          | 巴黎          | 10區            |
| 巴黎東站              |          | ICE、TGV、VSOE、莫斯科特快、法國城際列車、法國城際列車100%環保、TER大東部 | 巴黎          | 10區            |
| 雅克·邦塞尔让         |          |                                                                           | 巴黎          | 10區            |
| 共和                  |          | (M) · (3) · (8) · (9) · (11)                                              | 巴黎          | 3區、10區、11區 |
| 奥伯坎普夫            |          | (M) · (9)                                                                 | 巴黎          | 11區            |
| 里夏爾-勒努瓦         |          |                                                                           | 巴黎          | 11區            |
| 布雷盖-萨班           |          |                                                                           | 巴黎          | 11區            |
| 巴士底                |          | (M) · (1) · (8)                                                           | 巴黎          | 4區、11區、12區 |
| 拉佩河邊街            |          |                                                                           | 巴黎          | 12區            |
| 奧斯特利茨站          |          | 夜间城際列車、法國城際列車、法國城際列車100%環保、TER中央-盧瓦爾河谷      | 巴黎          | 5區、13區       |
| 聖馬塞爾              |          |                                                                           | 巴黎          | 13區            |
| 坎波福爾米奧          |          |                                                                           | 巴黎          | 13區            |
| 意大利廣場            |          | (M) · (6) · (7)                                                           | 巴黎          | 13區            |

### 车站设施

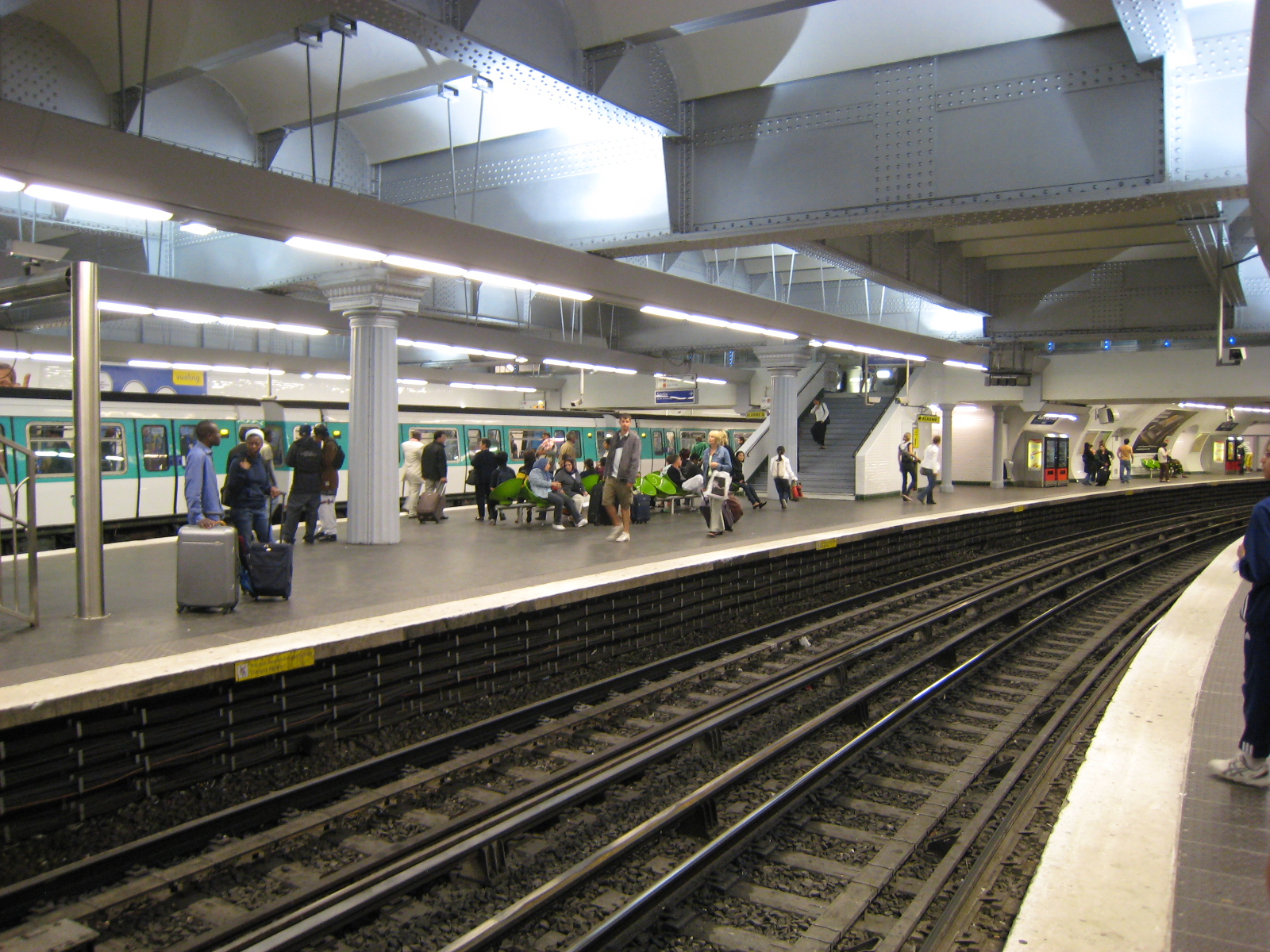
巴黎东站的跨月台换乘

除奧斯特利茨站为架空车站，拉佩河边街站为地面车站，博比尼终点路段有很长的一段位于地面之外，5号线其余路段和车站均设于地下。大部分车站都设有两个侧式月台，右上左下，唯独博比尼-巴勃罗·毕加索站因终点之故，设有一岛一侧混合式月台，供列车调头返回或存放之用。博比尼-龐坦-雷蒙·格諾站因建造年代之故，为岛式月台。庞坦門站亦设有一岛一侧混合月台供列车存放之需。義大利廣場站呈弧度较大的岛式月台，列车通过终点环路进入月台落客和载客之后返回，而无需掉头。不过这个新修的环路到2009年1月19日才投入使用，此前列车进站和返回必须要在车站尽头进行掉头。
巴黎东站是巴黎地铁为数不多的跨月台转车站，乘客在5号线的北行月台和7号线的北行月台之间可进行换乘。
全线车站都设有自动售票机、咨询处及列车即时资讯显示器，部分车站设有残障人士设施和升降机。

### 车站曾用名

庞坦门站的音符

- 拉佩河邊街站在1916年6月1日之前叫做“奥斯特利茨桥站”，而在更早的1907年10月15日之前叫做“马扎斯广场站”。
- 奧斯特利茨站在1930年10月15日之前叫做“奥尔良车站站”，而后在1979年彻底去除了“奥尔良”的字样。
- 斯大林格勒站在1946年2月10日之前叫做“欧贝维利耶-维莱特大道站”，为纪念斯大林格勒战役而改名。
- 雅克·邦塞尚站在1946年2月10日之前叫做“朗克里站”。

### 车站特色

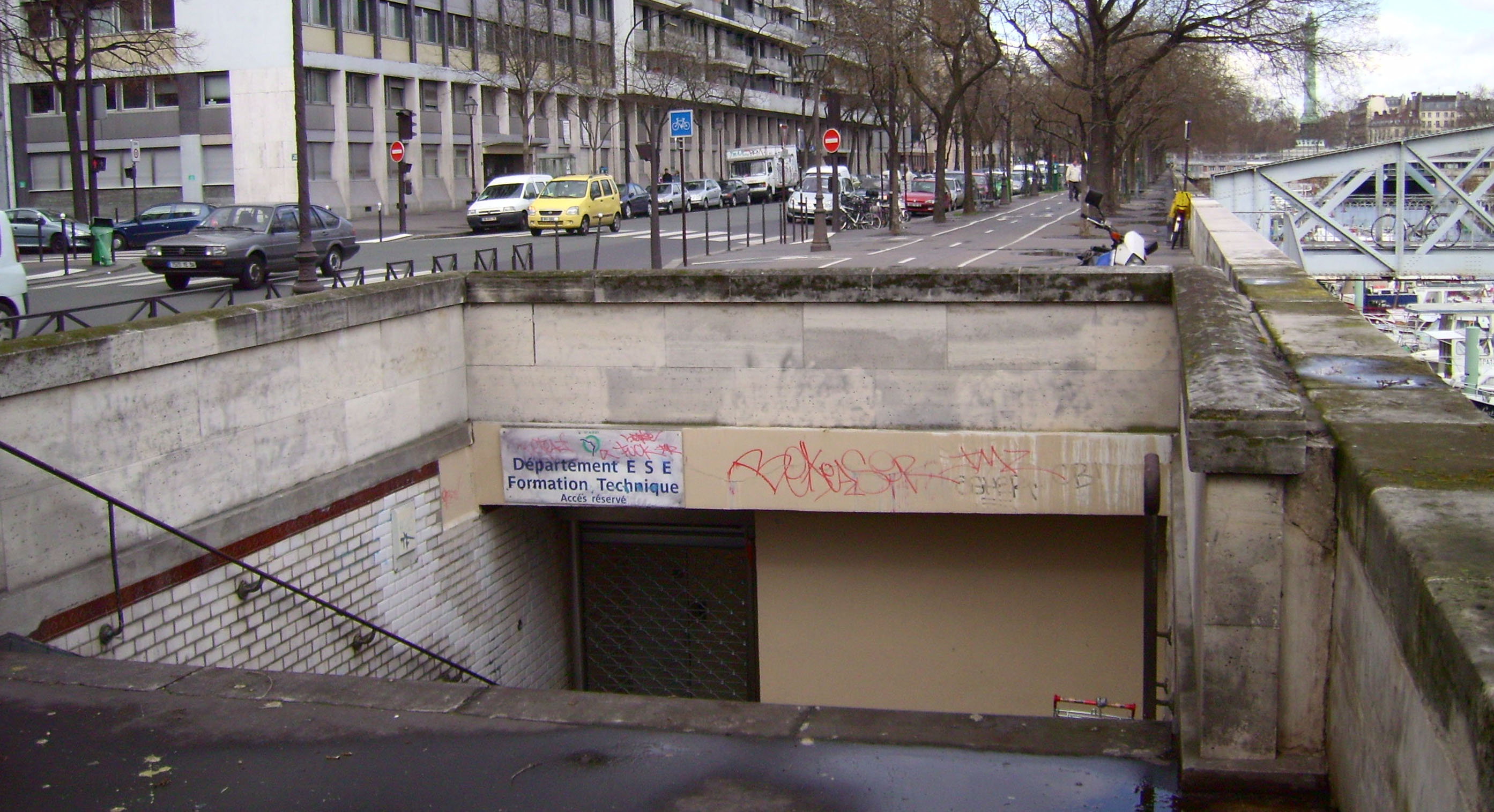
封闭的兵工厂站入口

- 兵工厂站 (巴黎地铁)（英语：Arsenal (Paris Métro)）是巴黎地铁幽灵车站之一，坐落于巴士底站和拉佩河边街站之间，乘客可以从列车穿行的隧道中看到废弃的月台。
- 巴士底站的北行月台墙基就是当年巴士底监狱的城壕，于1905年修建地铁时发现。
- 奧什站的月台橱窗里是法国大革命时期著名将军拉扎尔·奥什（法语：Lazare Hoche）的半身像，以及其生平照片。
- 庞坦門站由于毗邻巴黎音乐城，月台的壁砖上装饰了不少音乐符号。

## 使用車型
- 线路启用伊始，采用3节的M1列车（法语：M1 (métro)）。后随线路向北延伸，很快增加到4节並更换成金属的斯普拉格-汤普森列车（法语：Sprague-Thomson）。
- 5号线在1978-1980年间更换上MF 67列车（法语：MF 67），為每一辆5節。2011年6月-2013年7月，MF 67列车被现代的MF 01列车（法语：MF 01）替换。现在5号线全部采用MF 01列车。

## 使用状况
南北走向的5号线是巴黎地铁系统中一条客流量中等的线路，客流量虽然只相当于1号线的一半，但同时亦达到10号线的2倍。从1992年到2004年，该线路的客流量稳定的增长了11.2%。
| 年份              | 1992 | 1993 | 1994 | 1995 | 1996 | 1997 | 1998 | 1999 | 2000 | 2001 | 2002 | 2003 | 2004 |
| 客流量 （百万人） | 77,4 | 75,4 | 74,1 | 66,2 | 70,8 | 72,3 | 74,7 | 74,6 | 77,7 | 76,4 | 77,7 | 75,9 | 86,1 |

5号线当中有几个车站的客流量要高于线上的其他车站，比如：
- 巴黎北站3649万
- 巴黎东站1566万
- 共和广场站1514万
- 意大利广场站1310万人
- 巴士底站1304万人
- 奥斯特利茨站873万

## 未来计划

### 线路延伸

#### 南延段
法兰西岛规划办 (SDRIF) 已提交了向南延伸两站至朗吉广场的规划, 并由法兰西岛委员会通过, 将于2021-2027年完成. 但该计划遇到了较大的技术难题, 就是5号线向南延伸必须穿越同一水平面上的6号线.

#### 北环转乘站
根据SDRIF此前的规划，法兰西岛北环轻轨（隶属远郊铁路Transilien）将于2014-2020年间投入使用。届时5号线在博比尼终点路段将会增加一个车站和北环铁路进行换乘。而该车站的用地在1985年线路最后一次延长时已经征用，但目前尚无任何动作。

## 周边主要旅游景点

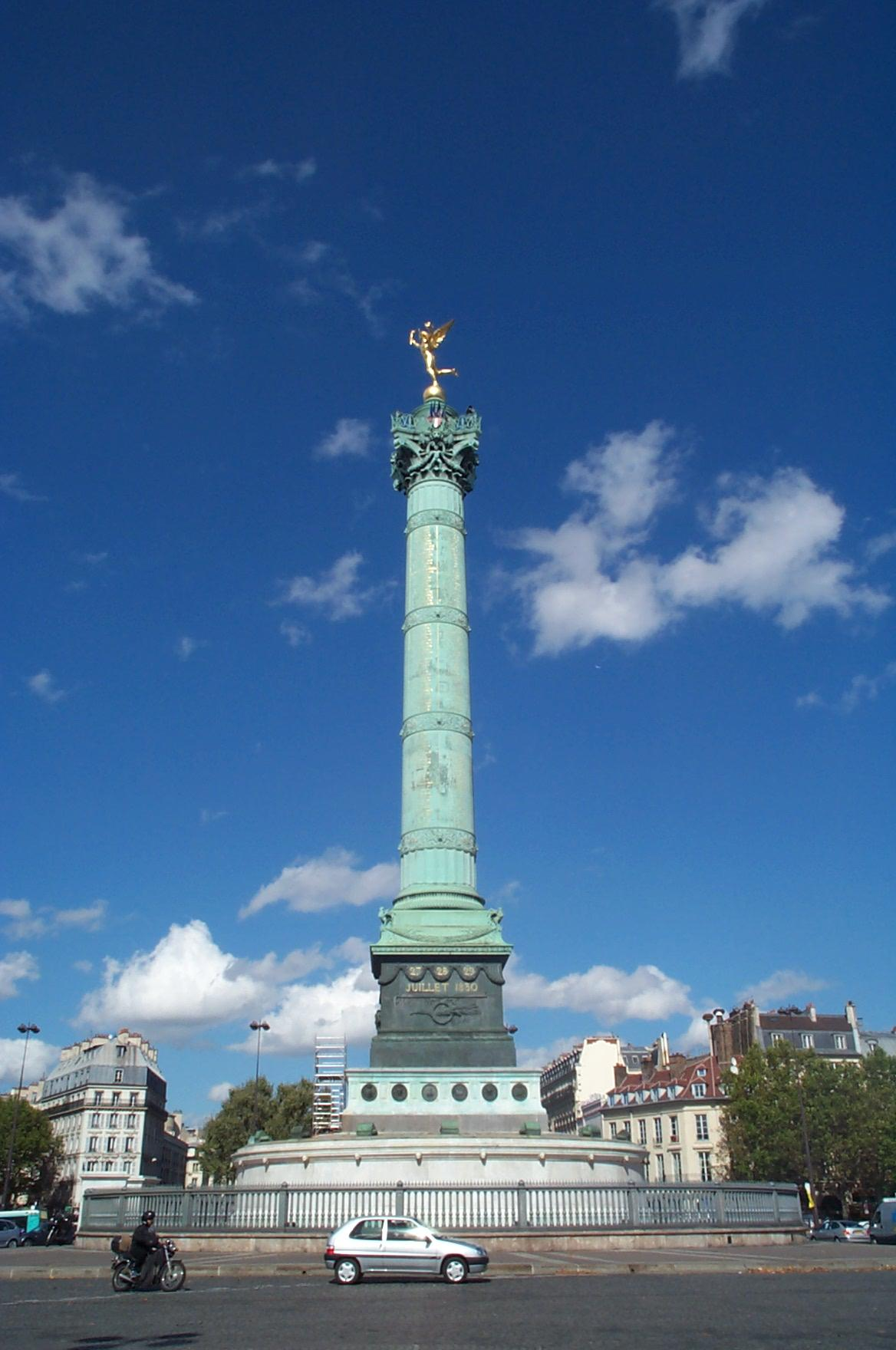
巴士底广场

- 巴士底广场
- 巴士底歌剧院
- 圣马丹运河
- 维莱特公园
- 巴黎音乐城

## 外部連結
- （页面存档备份，存于） 巴黎大众运输公司
- BlogenCommun网站上对5号线的评论